# Kaino Lempinen
Kaino Lempinen (8 febbraio 1921 – 13 settembre 2003) è stato un ginnasta finlandese.

## Palmarès

### Olimpiadi
- 1 medaglia:
  - 1 bronzo (Helsinki 1952 a squadre)